# Superodontella stachi
Superodontella stachi is een springstaartensoort uit de familie van de Odontellidae. De wetenschappelijke naam van de soort is voor het eerst geldig gepubliceerd in 1947 door Denis.